# 高橋敏夫
高橋 敏夫（たかはし としお、1952年4月3日 - ）は、日本の文芸評論家。
早稲田大学文学学術院教授を経て、早稲田大学名誉教授。専攻は日本近・現代文学、文芸批評。文化庁舞台芸術国際フェスティバル実行委員、文化庁舞台芸術創作奨励賞選考委員、文化庁創造活動重点支援事業審査委員、芸術選奨推薦委員も務める。

## 来歴
香川県小豆郡内海町に生まれる。1976年早稲田大学第一文学部日本文学科卒業。1979年、同大学大学院文学研究科日本文学専攻修士課程修了、1983年同大学院博士課程単位取得退学。1991年関東学院女子短期大学助教授を経て、1994年同助教授、1995年早稲田大学助教授、1999年教授。2002年、『藤沢周平―負を生きる物語』で第15回尾崎秀樹記念・大衆文学研究賞受賞。2022年定年退職。
学生時代より文芸評論をてがけ、しだいに演劇・映画・マンガ・音楽などにもその対象を広げ、近年は戦争論・ホラー小説・沖縄文学・時代小説をむすびつけた文化批評・社会批評を展開している。教員としても早稲田祭の学生アンケートで「早稲田で一番面白い授業」に選ばれるなど人気があり、学外からの聴講者も多い。

## 出演番組
- ナイトジャーナル（NHK総合）

## 著作
- 『多様性の秩序―批評の現在』（1985年、亜紀書房）
- 『文化としてのエイズ』（1987年、亜紀書房）
- 『文学のミクロポリテイクス―昭和・ポストモダン・闘争』（1989年、れんが書房新社）
- 『ゴジラが来る夜に―「思想としての怪獣」の40年』（1993年、廣済堂出版）のち集英社文庫
- 『嫌悪のレッスン－文学・ロック・身振り・ミステリー』（1994年、三一書房）
- 『絶滅以後―閉じられていくステージで』（1997年、論創社）
- 『それは危機からはじまった　―『新世紀エヴァンゲリオン』、『アンダーグラウンド』、『失楽園』、そして……』（1998年、論創社）
- 『ゴジラの謎―怪獣神話と日本人』（1998年、講談社）
- 『理由なき殺人の物語―『大菩薩峠』をめぐって』（2001年、廣済堂ライブラリー）
- 『藤沢周平―負を生きる物語』（2002年、集英社新書）
- 『周五郎流　激情が人を変える』（2003年、日本放送出版協会・生活人新書）
- 『人生のことは、小説が教えてくれた』（2004年、中経出版）
- 『藤沢周平と山本周五郎』（佐高信との対談、2004年、毎日新聞社）のち光文社知恵の森文庫
- 『この小説の輝き!―20の名作の名場面で読む「人間」の一生』（2006年、中経出版・中経の文庫）
- 『藤沢周平という生き方』（2007年、PHP新書）
- 『ホラー小説でめぐる「現代文学論」―高橋敏夫教授の早大講義録』（2007年、宝島社新書）
- 『時代小説に会う!　その愉しみ、その怖さ、そのきらめきへ』（2007年、原書房）
- 『藤沢周平と江戸を歩く』（2008年、光文社）
- 藤沢周平《人生の愉しみ》（2009年、三笠書房・知的生き方文庫）
- 『藤沢周平の言葉』（2009年、角川書店・角川SSC新書）
- 『「いま」と「ここ」が現出する　高橋敏夫書評集』（2009年、勉誠出版）
- 『井上ひさし　希望としての笑い』（2010年、角川SSC新書）
- 『時代小説が来る！ 広く、深く、にぎやかに』（2010年、原書房）
- 『ホラー王国日本　壊れゆく社会と人へのスプラッタ・イマジネーション』（『ホラー小説でめぐる「現代文学論」』の韓国語版、2012年、韓国図書出版b）
- 『時代小説がゆく！「なかま」の再発見』（2013年、原書房、ISBN9784562049721）
- 『高橋敏夫批評選集　戦争・ホラー・闘争』（韓国語540頁　訳者郭炯徳、2014年10月6日、韓国グルヌルリム社、ISBN9788963272726）近年の批評を中心に編まれた。推薦文又吉栄喜、ヤンソギル。
- 『松本清張　「隠蔽と暴露」の作家』（2018年、集英社・集英社新書、ＩＳＢＮ9784087210163）
- 『抗う　時代小説と今ここにある「戦争」』（2019年、駒草出版、ＩＳＢＮ9784909646187）

## 編集
- 沖縄文学選　日本文学のエッジからの問い（岡本恵徳との共編、2003年5月1日、勉誠出版、ISBN 9784585090410）
- コレクション戦争と文学　全20巻（編集委員浅田次郎・奥泉光・川村湊・高橋敏夫・成田龍一、2011年6月10日、集英社、ISBN 9784081570195）
- 文豪の家（田村景子との共監修、2013年4月30日、エクスナレッジ、ISBN 9784767815534）
- 文豪の風景（田村景子との共監修、2014年2月10日、エクスナレッジ、ISBN 9784767817125）
- 文豪の素顔（田村景子との共監修、2015年7月3日、エクスナレッジ、ISBN 9784767820064）